# Bot inflable

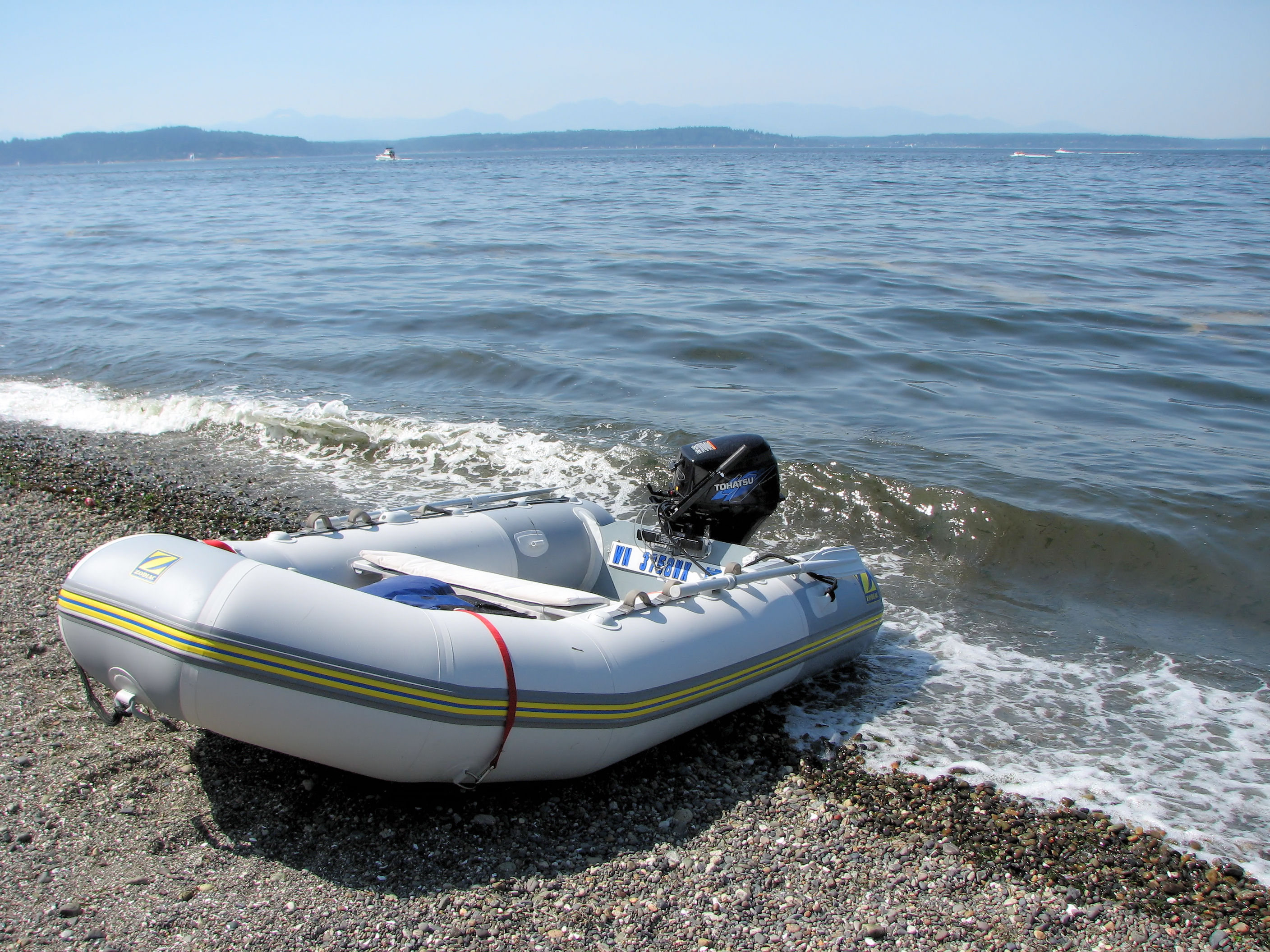
Un bot Zodiac a la platja

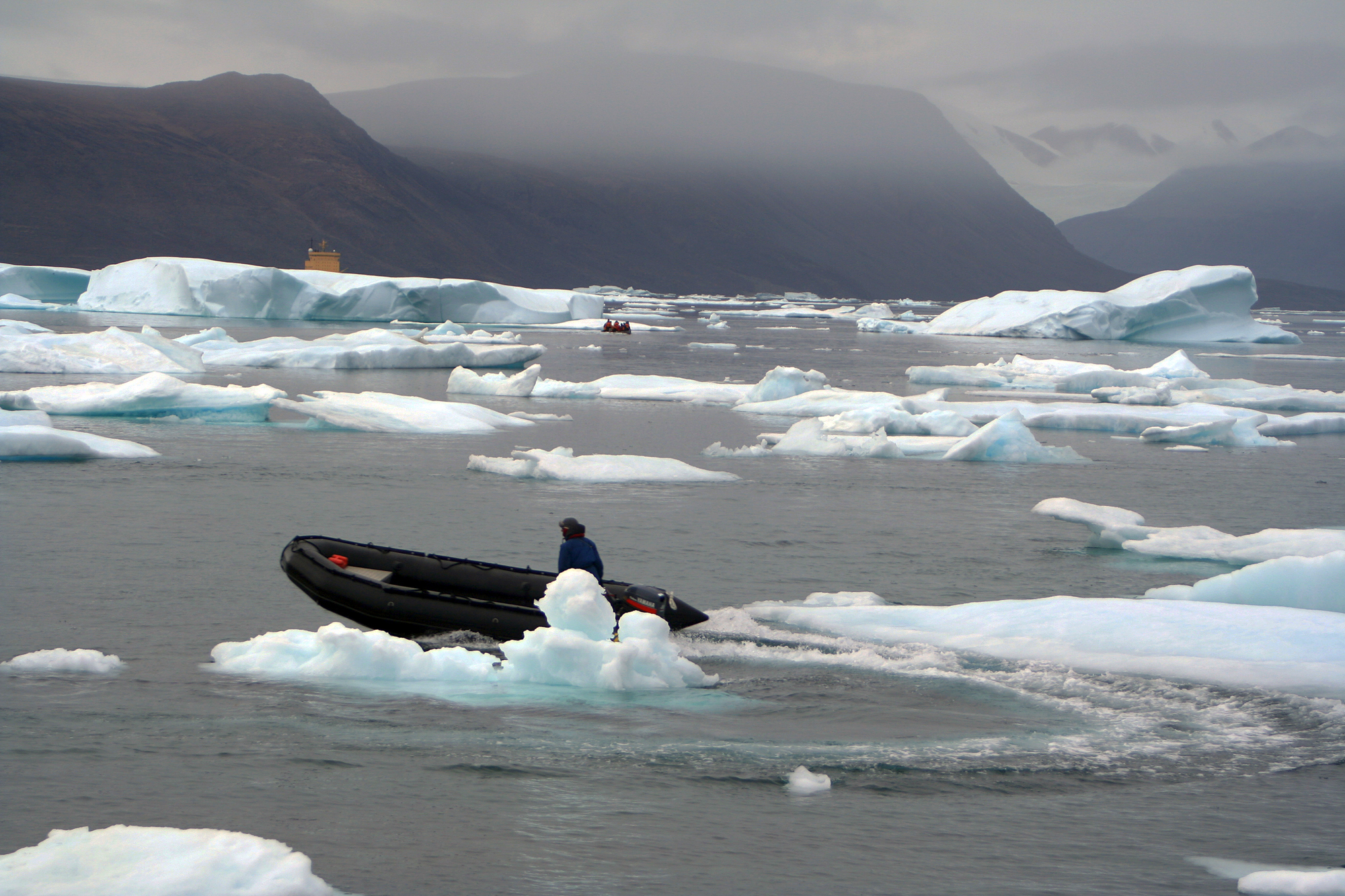
Zodiacs navegant entre icebergs

Un bot inflable és una embarcació en forma de bot els costats i la proa de la qual estan fets de tubs flexibles que contenen gas pressuritzat. Comercialitzats i popularitzats després del seu ús militar durant la Segona Guerra Mundial, ofereixen un gran ventall de possibilitats, gammes i avantatges respecte els vaixells de mida petita i de major rigidesa.
Les seves característiques més avantatjoses són una gran estabilitat i capacitat de càrrega, versatilitat, facilitat d'operació i de maneig, un baix i senzill manteniment i una gran durabilitat a canvi de preus moderadament baixos i competitius. Per altra banda, els seus usos són múltiples i combinen la pràctica esportiva amb les operacions de salvament i socorrisme. En aquest darrer cas, el bot de salvavides ha de presentar una sèrie de requisits, atributs i complements. Concretament, un equip de navegació lleuger i fàcil d'emprar, un sistema de comunicació amb freqüències aeronàutiques i en contacte amb les altres unitats de superfície i també equips de salvavides (rems, guies, flotadors) o bé que siguin a l'abast a terra ferma.
Pel que fa a la seva estructura, en el cas dels bots inflables més peties, el terra i el buc de sota també són sovint flexibles. En bots més llargs de 3 metres, el terra sovint consisteix en de tres a cinc fulles de contraplacat o alumini rígid fixades entre els tubs però que no estan enganxats entre ells. Molt sovint l'espill és rígid, de manera que proveeix una estructura on s'hi pot muntar un forabord.
Alguns bots inflables han estat dissenyats per tal de poder-se separar i empaquetar en un volum més petit de manera que puguin ser guardats i transportats fàcilment en cas que sigui necessari.